# Typothorax
Typothorax is een geslacht van uitgestorven Aetosauria uit het Laat-Trias van het huidige Noord-Amerika.

## Uiterlijke kenmerken
De soort Typothorax coccinarum was zo'n 2,5 meter lang en woog 100 kg. Hij had over zijn hele lengte een benig pantser met op de flanken stekels. Waarschijnlijk lieten veel andere dieren hem met rust. De cloaca was ook omringd door scherpe stekels, wat het paren niet gemakkelijk moet hebben gemaakt. Voorts had hij een gedrongen, korte nek, een stompe neus en kleine, bladvormige tanden. Zijn voorpoten stonden gespreid van elkaar terwijl de achterpoten rechter en langer waren. Het was een plantenetende grazer.